# Marva Whitney
Marva Whitney (nascida Marva Ann Manning, 1º de maio de 1944 – 22 de dezembro de 2012), foi uma cantora americana de funk comumente chamada com o título honorário de Soul Sister #1. Whitney foi considerada por muito entusiastas do funk como sendo uma das divas musicais.

## Discografia

### Álbuns
| Título                         | Gravadora e nº de catálogo | Ano               |
| ------------------------------ | -------------------------- | ----------------- |
| I Sing Soul                    | King KSD1053               | (Inédito)         |
| It's My Thing                  | King KSD1062               | 1969              |
| Live And Lowdown At The Apollo | King KSD1079               | Fevereiro de 1970 |

### Singles
| No. | Título | Gravadora e nº de catálogo | Ano              |
| --- | --- | -------------------------- | ---------------- |
| 1   | "Your Love Was Good For me" b/w "Saving My Love For My Baby" | FEDERAL F12545             | Junho de 1967    |
| 2   | "If You Love Me" b/w "Your Love Was Good For Me" | KING K6124                 | Setembro de 1967 |
| 3   | "Unwind Yourself" b/w "If You Love Me" | KING K6146                 | Janeiro de 1968  |
| 4   | "Your Love Was Good For Me" b/w "What Kind Of Man" | KING K6158                 | Abril de 1968    |
| 5   | "Things Got To Get Better (Get Together)" b/w "What Kind Of Man" | KING K6168                 | Maio de 1968     |
| 6   | "I'll Work It Out" b/w "All My Love Belongs to You" | KING K6181                 | Agosto de 1968   |
| 7   | "I'm Tired, I'm Tired, I'm Tired (Things Better Change Before It's Too Late)" b/w "If You Love Me"                                                                    | KING K6193                 | Setembro de 1968 |
| 8   | "What Do I Have To Do To Prove My Love To You" b/w "Your Love Was Good For Me"                                                                                        | KING K6202                 | Novembro de 1968 |
| 9   | "Tit for Tat (Ain't No Taking Back)" b/w "In The Middle, Part 2 (Inst.)"                                                                                              | KING K6206                 | Novembro de 1968 |
| 10  | "You Got To Have A Job (If You Don't Work – You Can't Eat)" (dueto com James Brown) b/w "I'm Tired, I'm Tired, I'm Tired (Things Better Change Before It's Too Late)" | KING K6218                 | Março de 1969    |
| 11  | "It's My Thing (You Can't Tell Me Who To Sock It To)" b/w "Ball Of Fire"                                                                                              | KING K6229                 | Junho de 1969    |
| 12  | "Things Got To Get Better (Get Together)" b/w "Get Out Of My Life" | KING K6249                 | Agosto de 1969   |
| 13  | "I Made A Mistake Because It's Only You," Parts 1&2 | KING K6268                 | Setembro de 1969 |
| 14  | "He's The One" b/w This Girls In Love With You | KING K6283                 | Janeiro de 1970  |